# Ноев ковчег (фильм, 1928)
«Ноев ковчег» (англ. Noah’s Ark) — американский драматический фильм-катастрофа 1928 года, снятый режиссёром Майклом Кёртисом с Долорес Костелло в главной роли. Экранизация библейской истории о Ноевом ковчеге. Изначально фильм был немым, но в связи с завершением эры немого кинематографа фильм стал звуковым. Оригинальная 135-минутная версия фильма не сохранилась.

## Сюжет
После Великого потопа Ной и его семья видны за пределами Ковчега, восхваляющими Господа, за которыми следуют изображения строительства Вавилонской башни, поклонения золотому тельцу, а затем кануна Первой мировой войны, где обанкротившийся торговец стреляет в своего равнодушного биржевого маклера.
В 1914 году американский плейбой Трэвис и его нью-йоркский приятель-таксист Эл едут на поезде «Восточный экспресс». Трэвис помогает благочестивому священнику отвоевать свое место у грубого попутчика. Размытый мост приводит к смертельному крушению. Трэвис и Эл спасают Мари, немецкого члена небольшой театральной труппы, с помощью заключенного, который снял наручники с ныне мертвого эскорта.
В соседнем домике, где они укрываются, выживший Николов, офицер российской секретной службы, пытается проникнуть в комнату Мари. Когда Трэвис возражает, вспыхивает драка, во время которой Николофф получает удар по руке бутылкой, которой он владел. Их прерывают французские солдаты, которые объявляют, что началась война. Трэвис, Эл и Мари ускользают в суматохе и вместе отправляются в Париж. Трэвис и Мари влюбляются друг в друга.
Когда Америка вступает в войну, Эл вступает в армию, как только может. Трэвис говорит ему, что не может, так как женился на Мари. Однако, когда позже он видит, как Эл марширует со своим подразделением по улицам Парижа, он импульсивно присоединяется. Он теряет связь с женой.
Трэвис и Эл случайно встречаются в окопах. Каждому из них назначается отряд для нападения на пулеметное гнездо, сдерживающее американское наступление. К сожалению, Трэвис бросает ручную гранату на позицию, не зная, что Эл захватил ее за несколько минут до этого. Эл смертельно ранен, но живет достаточно долго, чтобы попрощаться со своим другом.
Николофф замечает Мари в группе танцоров, развлекающих войска. Он угрожает арестовать ее как немецкую шпионку, если она не встретится с ним позже. Когда она пытается улизнуть, он выполняет свою угрозу, и ее приговаривают к расстрелу. Ее утешает служитель из поезда. Трэвис, который случайно входит в состав отряда, узнает ее в самый последний момент. Пара и другие оказались в ловушке под разрушенным зданием из-за немецкого артиллерийского обстрела. Священник сравнивает войну и ее кровавый поток с библейской историей о Ноевом ковчеге.
Фильм возвращается к тому времени, когда актеры играют вторые роли. Царь Нефилим превратил своих подданных в поклонников бога Ягута. Только Ной и его семья остаются верными Иегове. Следуя повелению Иеговы, Ной и трое его сыновей начинают строить ковчег на склоне горы.
Нефилим приказывает принести в жертву своему богу самую прекрасную деву в своем царстве через месяц. Его солдаты выбирают Мириам, служанку Ноя. Когда сын Ноя Иафет пытается спасти ее, его ослепляют и заставляют работать на каменной мельнице вместе с другими заключенными. Как раз в тот момент, когда Мириам вот-вот будет убита, Иегова обрушивает свой гнев, и великий потоп разрушает и топит все на своем пути. Среди хаоса Иафет, освободившись от цепей, находит и несет Мириам обратно в ковчег, где Иегова восстанавливает его зрение. Нефилим пытается подняться на борт Ковчега, но дверь захлопывается у него на руке, нанося те же травмы, что и Николофф.
Возвращаясь к Первой мировой войне, попавшая в ловушку группа освобождается. Вскоре после того, как они выныривают, они узнают, что перемирие подписано и война окончена.

## В ролях
- Долорес Костелло — Мари / Мириам
- Джордж О'Брайен — Трэвис / Иафет
- Ной Бири — Николофф / Король Нефилим
- Луиз Фазенда — Хильда / Горничная таверны
- Гуинн Уильямс — Эл / Хэм
- Пол МакАллистер — министр / Ной
- Мирна Лой — танцовщица / рабыня
- Андерс Рандольф — немец / вождь солдат
- Арманд Калиц — француз / лидер королевской гвардии
- Уильям Монг — трактирщик / охранник
- Мальком Уэйт — балкан / Сим
- Найджел де Брулир — солдат / первосвященник
- Ноубл Джонсон — работорговец
- Отто Хоффман — трейдер

## Производство
Над фильмом работало 7500 статистов. Во время съемок кульминационной сцены наводнения использование 600 000 галлонов (2 300 000 л) воды привело к тому, что трое статистов утонули, одному после ранения пришлось ампутировать ногу, а некоторые получили переломы конечностей и другие серьёзные травмы, что привело к внедрению правил безопасности трюков в следующем году. Долорес Костелло заболела пневмонией. Тридцать пять машин скорой помощи оказали помощь раненым.
Части фильма были сняты в Чатсуорте, штат Калифорния, и это место было включено в культовый кадр со спецэффектами, который открывает фильм. На нём изображен массивный ковчег, «выброшенный на берег» на гигантских валунах ранчо «Сад богов», который позже прославится появлением в сотнях фильмов, включая «Дилижанс» Джона Форда.

## Критика
Альва Джонсон из The New Yorker заявила, что это «широко признанный худший фильм из когда-либо созданных». Мордонт Холл для The New York Times написал, что «эта громоздкая постановка чувствуется, как большое испытание терпения». В рецензии New York Post на фильм говорится, что это «сплошная скука, с очень второсортной военной историей, в которой всё начиная с Большого парада и заканчивая сегодняшним днём было потрёпанно скопировано».

## Дальнейшая судьба
Оригинальная 135-минутная версия фильма не сохранилась. Версия фильма с длительностью в 108 минут была найдена в киноархиве Калифорнийского института в Лос-Анджелесе. Копия телевизионной версии, выпущенной в 1950-х годах хранится в Библиотеке Конгресса.

## Домашнее видео
Фильм был выпущен на лазерных дисках в 1993 году компанией MGM Home Entertainment. DVD-версия отреставрированного фильма была выпущена в 2011 году и доступна в Warner Archive Collection.